# Landtagswahl in der Steiermark 1986
- SPÖ: 22
- VGÖ: 2
- ÖVP: 30
- FPÖ: 2

Am 21. September 1986 fanden Landtagswahlen in der Steiermark statt.
Die Wahlen waren vom Antreten vieler neuer Listen dominiert, insgesamt kandidierten neun Listen, davon sechs in allen Wahlkreisen. Die ÖVP konnte mit leichten Stimmengewinnen die absolute Mehrheit ausbauen, Josef Krainer junior (ÖVP) behielt seinen Posten als Landeshauptmann.
Die ÖVP erreichte 51,8 % und damit 30 Mandate, die SPÖ verlor Stimmen und erhielt 37,6 % (22 Mandate). Die FPÖ konnte knapp die Position als drittstärkste Partei halten und bekam 4,6 % (2 Mandate).
Die erstmals angetretene Grün-Alternative Liste Steiermark (VGÖ-AL) konnte 3,73 % und damit 2 Mandate erreichen. Die KPÖ verfehlte mit 1,18 % ein weiteres Mal den Einzug in den Landtag, ebenso wenig erreichten die Die Grünen Österreichs (DGÖ) mit 0,64 % ein Mandat.
Auch die Grüne – Steirische Liste, die nur in zwei der vier Wahlkreisen (Graz und Umgebung sowie Obersteiermark) angetreten war, verfehlte mit 0,20 % der Stimmen den Einzug klar. Chancenlos waren auch die Liste Gesunde Heimat (nur Obersteiermark, gesamt 0,14 % der Stimmen) und die Liste Grünes Öl – Kernöl (nur in Graz und Umgebung angetreten, gesamt 0,15 %).

## Wahlergebnis
|                                            | Ergebnisse 1986 | Ergebnisse 1986 | Ergebnisse 1986 | Ergebnisse 1981 | Ergebnisse 1981 | Ergebnisse 1981 | Differenzen | Differenzen | Differenzen |
| ------------------------------------------ | --------------- | --------------- | --------------- | --------------- | --------------- | --------------- | ----------- | ----------- | ----------- |
| Wahlberechtigte                            | 858.603         | 858.603         | 858.603         | 826.598         | 826.598         | 826.598         | + 32.005    | + 32.005    | + 32.005    |
|                                            | Stimmen         | %               | Mand.           | Stimmen         | %               | Mand.           | Stimmen     | %           | Mand.       |
| Abgegebene Stimmen                         | 788.413         | 91,83 %         | 56              | 775.006         | 93,76 %         | 56              | + 13.407    | - 1,93 %    |             |
| Ungültige Stimmen                          | 27.685          | 3,51 %          |                 | 20.325          | 2,62 %          |                 | + 7.360     | + 0,89 %    |             |
| Gültige Stimmen                            | 760.728         | 96,49 %         |                 | 754.681         | 97,38 %         |                 | + 6.047     | - 0,89 %    |             |
| Partei                                     |                 |                 |                 |                 |                 |                 |             |             |             |
| Österreichische Volkspartei (ÖVP)          | 393.650         | 51,75 %         | 30              | 384.048         | 50,89 %         | 30              | + 9.602     | + 0,77 %    | 0           |
| Sozialistische Partei Österreichs (SPÖ)    | 286.327         | 37,64 %         | 22              | 322.416         | 42,72 %         | 24              | - 36.089    | - 5,08 %    | - 2         |
| Freiheitliche Partei Österreichs (FPÖ)     | 34.884          | 4,59 %          | 2               | 38.135          | 5,05 %          | 2               | - 3.251     | - 0,46 %    | 0           |
| Grün-Alternative Liste Steiermark (VGÖ-AL) | 28.366          | 3,73 %          | 2               | n.k.            |                 |                 | + 28.366    | + 3,73 %    | + 2         |
| Kommunistische Partei Österreichs (KPÖ)    | 8.945           | 1,18 %          | 0               | 10.082          | 1,34 %          | 0               | - 1.137     | - 0,16 %    | 0           |
| Die Grünen Österreichs (DGÖ)               | 4.844           | 0,64 %          | 0               | n.k.            |                 |                 | + 4.844     | + 0,64 %    | 0           |
| Grüne – Steirische Liste (GSL)             | 1.526           | 0,20 %          | 0               | n.k.            |                 |                 | + 1.526     | + 0,20 %    | 0           |
| Liste Grünes Öl – Kernöl (GÖL)             | 1.152           | 0,15 %          | 0               | n.k.            |                 |                 | + 1.152     | + 0,15 %    | 0           |
| Gesunde Heimat                             | 1.034           | 0,14 %          | 0               | n.k.            |                 |                 | + 1.034     | + 0,14 %    | 0           |